# FK Sloboda Tuzla
El Fudbalski Klub Sloboda Tuzla és un club bosni de futbol de la ciutat de Tuzla.

## Història
El FK Sloboda va ser fundat l'any 1919. Va ser un club destacat a la lliga iugoslava tot i que mai guanyà cap títol important. Al llarg de la història ha donat importants jugadors com Šečerbegović, Kovačević, Mulahasanović, Milošević, Hadžic, Sarić o Memišević. El mot sloboda vol dir llibertat.